# Compsibidion monnei
Compsibidion monnei är en skalbaggsart som beskrevs av Martins 1969. Compsibidion monnei ingår i släktet Compsibidion och familjen långhorningar.
Artens utbredningsområde är Uruguay. Inga underarter finns listade i Catalogue of Life.